# Eolisch proces

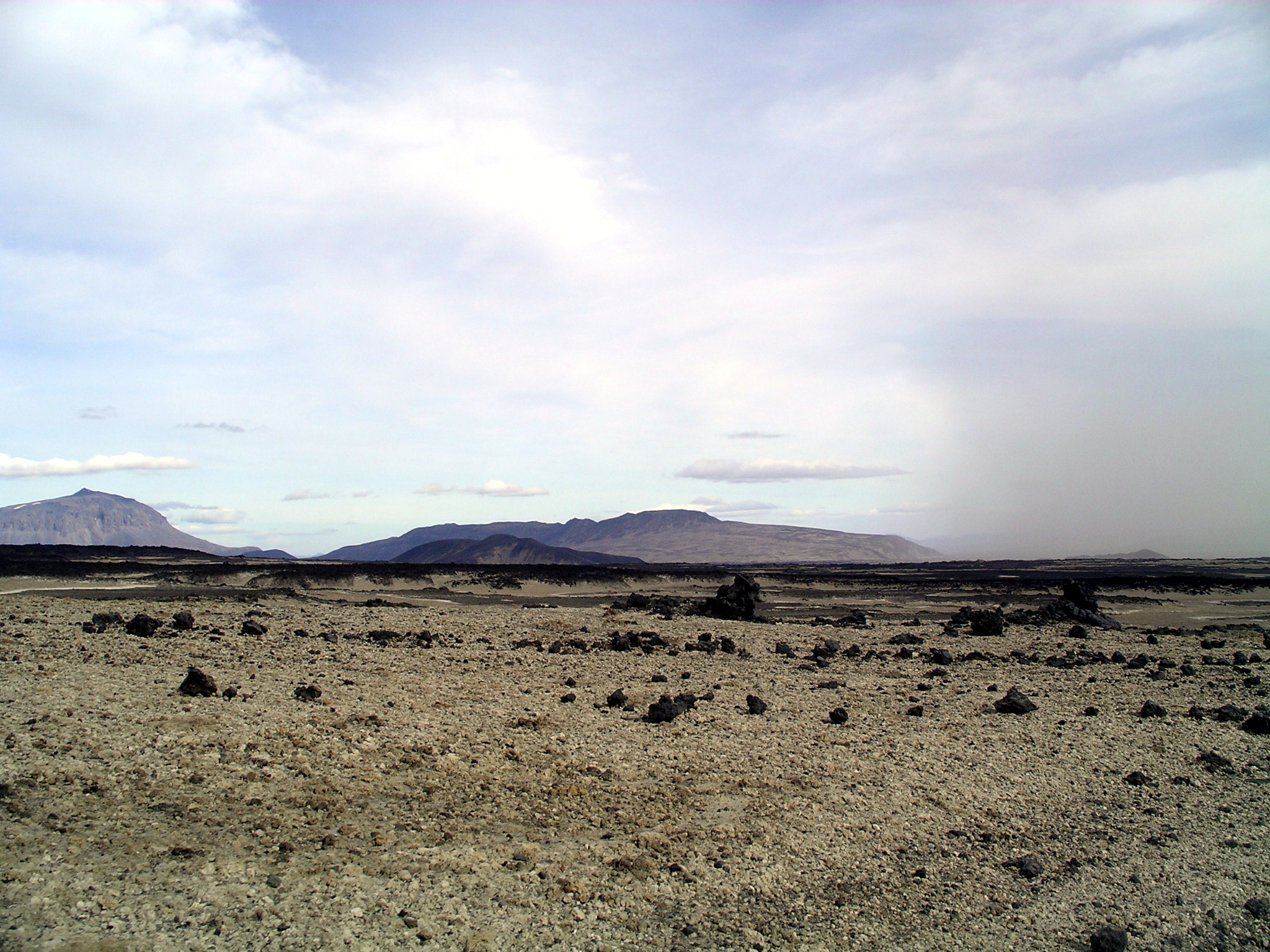
Eolisch transport van fijn sediment in poolwoestijn-omstandigheden. Rechts is een wolk fijn stof te zien. Onder soortgelijke omstandigheden is in het Weichselien in Noord-Europa löss afgezet. Locatie: aan de voet van de Askja op IJsland. De berg Herðubreið is links op de foto te zien.

Een eolisch proces is een geomorfologisch proces waarbij een landvorm wordt gevormd door de werking van de wind. Dit komt alleen voor op planeten (of manen) met een atmosfeer. Eolus of Aeolus is in de Griekse mythologie de god der winden.

## Landschapsvormen
Overzicht van eolische landschapsvormen
- Duinen
- Yardangs
- Deflatiekommen
- Paddenstoelrotsen
- Windstreaks
- Löss